# Coleophora viscidiflorella
Coleophora viscidiflorella es una especie de mariposa del género Coleophora, familia Coleophoridae.
Las larvas se alimentan de Chrysothamnus viscidiflorus.